# So Much Guitar
So Much Guitar je studiové album amerického jazzového kytaristy Wese Montgomeryho. Album bylo nahráno za produkce Orrina Keepnewse a vyšlo v roce 1961 u vydavatelství Riverside Records. V roce 1992 vyšlo album v reedici jako součást box setu The Complete Riverside Recordings.

## Seznam skladeb
| Pořadí         | Název                                       | Autor                       | Délka |
| -------------- | ------------------------------------------- | --------------------------- | ----- |
| 1.             | Twisted Blues                               | Wes Montgomery              | 5:31  |
| 2.             | Cotton Tail                                 | Duke Ellington              | 3:38  |
| 3.             | I Wish I Knew                               | Mack Gordon, Harry Warren   | 5:26  |
| 4.             | I'm Just a Lucky So-and-So                  | Ellington, Mack David       | 5:57  |
| 5.             | Repetition                                  | Neal Hefti                  | 3:48  |
| 6.             | Somethin' Like Bags                         | Montgomery                  | 4:44  |
| 7.             | While We're Young                           | Morty Palitz, Alec Wilder   | 2:12  |
| 8.             | One for My Baby (and One More for the Road) | Harold Arlen, Johnny Mercer | 7:38  |
| Celková délka: | Celková délka:                              | Celková délka:              | 38:54 |

## Obsazení
- Wes Montgomery – kytara
- Ron Carter – kontrabas
- Lex Humphries – bicí
- Ray Barretto – konga
- Hank Jones – klavír